# Покровський собор (Рівне)
Свято-Покровський кафедральний собор — чинна церква ПЦУ в Рівному.

## Історія
Перший наріжний камінь Собору було закладено Патріархом УАПЦ — Святійшим Мстиславом в 1990 році. Завершення будівництва і освячення Собору Святійшим Патріархом Київським і всія Руси-України Філаретом, відбулось в 2001 році. Один з найвищих храмів України. Його довжина 51 м, ширина 42 м, висота — 55 м. Великий купол, який символізує Ісуса Христа, та 12 менших, які символізують апостолів, а також 8 малих куполів створюють чудову композицію, яка є окрасою Рівного та проглядається з усіх сторін міста.
Нижній і верхній храми собору можуть вмістити більше 3 тисяч парафіян кожен. У храмі діють підйомники для інвалідів та людей похилого віку, є приміщення для дитячої недільної школи, медпункту, бібліотеки, репетицій хору, музею тощо.
Собор побудовано в українському стилі. Це, зокрема, підкреслюють Золотий Тризуб з хрестом (Володимирський тризуб) на його фронтоні, вітражні хрести віконних заповнень над дверми з західного, північного та південного боків у вигляді орнаментів, запозичених з волинських рушників, золоті куполи, біло-блакитного кольору стіни. Настоятель собору — Митрополит Іларіон (Процик)
На подвір'ї собору поховані відомі українські церковні та громадські діячі: митрополит Рівненський і Острозький Даниїл (помер 2005) та староста собору, член Вищої Церковної Ради УПЦ КП, політичний діяч Василь Червоній (помер 2009).

## Галерея

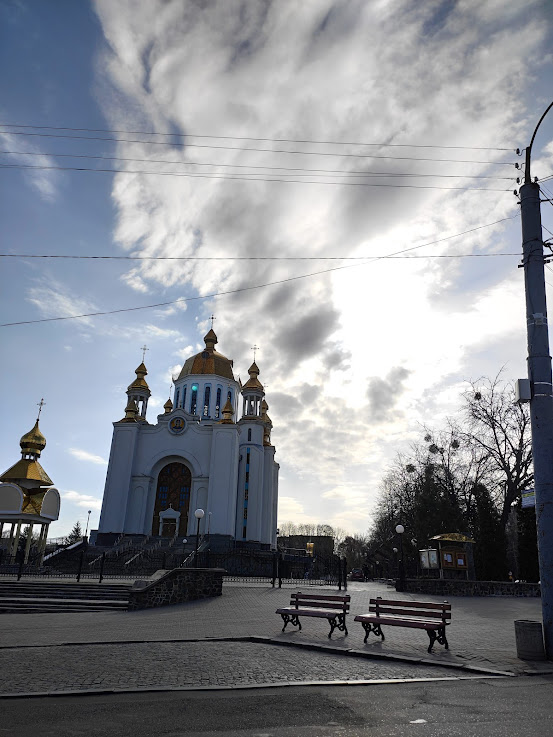